# Манятин
Маня́тин — село в Україні, у Берездівській сільській громаді Шепетівського району Хмельницької області. Населення становить 520 осіб. 

## Географія
Село розташоване на півночі громади, на відстані 14 км від автошляху Р49 та 49 км від міста Славута. Найближча залізнична станція — Майдан-Вила. Село розташоване на правому березі річки Корчик.
Сусідні населені пункти:

## Історія
Вперше згадується у 1577 році, як власність Костянтина Василя Острозького.
На кінець 19 століття у селі 149 будинків, 824 жителі, початкова школа, вітряк.
У 1906 році село Берездівської волості Новоград-Волинського повіту Волинської губернії. Відстань від повітового міста 34 верст, від волості 7. Дворів 148, мешканців 741.
7 (20) листопада 1917 року, відповідно до Третього Універсалу Української Центральної Ради, увійшло до складу Української Народної Республіки.
Було одним з сіл в якому лютому-березні 1930 року відбувались значні антирадянські виступи селянства очолювані вчителем з села Зубівщина — Г. Денесюком.
Основними проявами непокори селян стали не лише демонстрації жінок, спроби перейти радянсько-польський кордон, підпалення майна та побиття самих радянських активістів, розбирання колгоспного та спілчанського майна, але й висунення певних суспільно-політичних вимог
(введення в школах вивчення Закону Божого, надання державної підтримки церкві, звільнення арештованих за т. зв. «контрреволюційну діяльність»).
В селе МАНЯТИНЕ толпа женщин пыталась освободить арестованных кулаков и тяжело избила председателя сельсовета и двухпредставителей Райисполкома..
В селе МАНЯТИН, Аннопольского р-на, 22/ІІІ–выстрелом в окно во время проведения занятий ликбеза — убит учитель, активист КОВАЛЬЧУК. Установлено, что убийство произведено бандитом КУЧЕРОМ, под влиянием кулачества. Арестованный бандит КУЧЕР во время охраны его в помещении сельсовета убил председателя КНС и скрылся. По делу арестовано 4 кулака и 2 бандита.
Жителі Манятина першими в районі відчули на собі «продовольчі труднощі». Вже в квітні 1932 року, голодувало більше 30 % населення. Наприкінці травня 1933 року в селі був зафіксований випадок людоїдства.
с. Манятин: В связи с продзатруднениями имели место случаи людоедства (1 факт) голодает более 60 семейств зарегистрировано 7 смертельных исходов.

Радянська влада вже через 2 роки пояснила цей випадок так:
В 1933 году в с. Манятин Берездовского р-на с целью провокации о продзатруднениях был выявлен случай людоедства, т. е. мать зарезала свою 8-ми летнюю
дочку. При обыске у ней было найдено значительное количество спрятанного хлеба и других продуктов.
12 червня 2020 року, відповідно до розпорядження Кабінету Міністрів України № 727-р «Про визначення адміністративних центрів та затвердження територій територіальних громад Хмельницької області», увійшло до складу Берездівської сільської громади.
19 липня 2020 року, в результаті адміністративно-територіальної реформи та ліквідації Славутського району, село увійшло до складу Шепетівського району.

## Населення
Згідно з переписом УРСР 1989 року чисельність наявного населення села становила 542 особи, з яких 241 чоловік та 301 жінка.
За переписом населення України 2001 року в селі мешкало 519 осіб.

### Мова
Розподіл населення за рідною мовою за даними перепису 2001 року:
| Мова       | Відсоток |
| ---------- | -------- |
| українська | 99,23 %  |
| російська  | 0,77 %   |

## Символіка
Затверджена 17 вересня 2015 року рішенням № 2 XLVII сесії сільської ради VI скликання.

### Герб
У лазуровому щиті з срібної бази виходять п'ять соняхів з чорно-золотими квітами, золоті стебла крайніх чотирьох похилені у вигляді сигля «М». Щит вписаний у золотий декоративний картуш і увінчаний золотою сільською короною. Унизу картуша напис «МАНЯТИН» і дата «1577».
Соняхи — символ Сонця, сільського господарства; водночас нахил стебел має вигляд сигля «М» — першої літери назви села. Корона означає статус населеного пункту. 1577 — рік першої писемної згадки про село.

### Прапор
Квадратне полотнище складається з двох горизонтальних смуг — синьої і зеленої — у співвідношенні 5:1, з нижньої виходять п'ять соняхів з чорно-жовтими квітами, жовті стебла крайніх чотирьох похилені у вигляді сигля «М».